# Diocesi di Limoeiro do Norte
La diocesi di Limoeiro do Norte (in latino: Dioecesis Limoëirensis) è una sede della Chiesa cattolica in Brasile suffraganea dell'arcidiocesi di Fortaleza. Nel 2021 contava 443.904 battezzati su 562.418 abitanti. È retta dal vescovo André Vital Félix da Silva, S.C.I.

## Territorio
La diocesi comprende per intero la mesoregione del Jaguaribe nella parte nord-orientale dello Stato del Ceará in Brasile, per un totale di 20 comuni: Alto Santo, Ibicuitinga, Jaguaruana, Limoeiro do Norte, Morada Nova, Palhano, Quixeré, Russas, São João do Jaguaribe, Tabuleiro do Norte, Aracati, Fortim, Icapuí, Itaiçaba, Jaguaretama, Jaguaribara, Ererê, Iracema, Pereiro e Potiretama.
Sede vescovile è la città di Limoeiro do Norte, dove si trova la cattedrale dell'Immacolata Concezione.
Il territorio si estende su 18.440 km² ed è suddiviso in 27 parrocchie, raggruppate in 6 zone pastorali: Bananuiù, Castanhão, Figueiredo, da Praia, do Vale, da Várzea.

## Storia
La diocesi è stata eretta il 7 maggio 1938 con la bolla Ad dominicum cuiusvis di papa Pio XI, ricavandone il territorio dall'arcidiocesi di Fortaleza.

## Cronotassi dei vescovi
Si omettono i periodi di sede vacante non superiori ai 2 anni o non storicamente accertati.
- Aureliano de Matos † (30 gennaio 1940 - 19 agosto 1967 deceduto)
- José Freire Falcão † (19 agosto 1967 succeduto - 25 novembre 1971 nominato arcivescovo di Teresina)
- Pompeu Bezerra Bessa † (25 gennaio 1973 - 18 maggio 1994 dimesso)
- Manuel Edmilson da Cruz (18 maggio 1994 - 6 maggio 1998 dimesso)
- José Haring, O.F.M. † (19 gennaio 2000 - 10 maggio 2017 ritirato)
- André Vital Félix da Silva, S.C.I., dal 10 maggio 2017

## Statistiche
La diocesi nel 2021 su una popolazione di 562.418 persone contava 443.904 battezzati, corrispondenti al 78,9% del totale.
| anno | popolazione | popolazione | popolazione | presbiteri | presbiteri | presbiteri | presbiteri                | diaconi | religiosi | religiosi | parrocchie |
| anno | battezzati  | totale      | %           | numero     | secolari   | regolari   | battezzati per presbitero | diaconi | uomini    | donne     | parrocchie |
| ---- | ----------- | ----------- | ----------- | ---------- | ---------- | ---------- | ------------------------- | ------- | --------- | --------- | ---------- |
| 1950 | 260.000     | 295.000     | 88,1        | 27         | 19         | 8          | 9.629                     |         | 3         | 28        | 12         |
| 1966 | 295.000     | 300.000     | 98,3        | 36         | 29         | 7          | 8.194                     |         | 41        | 6         | 20         |
| 1970 | 304.000     | 305.443     | 99,5        | 33         | 24         | 9          | 9.212                     |         | 17        | 50        | 20         |
| 1976 | 351.000     | 358.000     | 98,0        | 24         | 18         | 6          | 14.625                    |         | 11        | 48        | 19         |
| 1980 | 403.000     | 411.000     | 98,1        | 24         | 19         | 5          | 16.791                    |         | 11        | 55        | 20         |
| 1990 | 484.000     | 508.000     | 95,3        | 21         | 18         | 3          | 23.047                    | 1       | 10        | 66        | 19         |
| 1999 | 531.000     | 563.000     | 94,3        | 25         | 21         | 4          | 21.240                    |         | 8         | 61        | 22         |
| 2000 | 537.000     | 570.000     | 94,2        | 24         | 20         | 4          | 22.375                    |         | 8         | 61        | 22         |
| 2001 | 435.699     | 484.111     | 90,0        | 25         | 20         | 5          | 17.427                    |         | 9         | 53        | 18         |
| 2002 | 435.699     | 484.111     | 90,0        | 22         | 20         | 2          | 19.804                    |         | 5         | 59        | 18         |
| 2003 | 435.699     | 484.111     | 90,0        | 27         | 22         | 5          | 16.137                    |         | 9         | 58        | 20         |
| 2004 | 435.699     | 484.111     | 90,0        | 26         | 21         | 5          | 16.757                    | 1       | 8         | 58        | 20         |
| 2013 | 485.000     | 537.000     | 90,3        | 43         | 30         | 13         | 11.279                    |         | 17        | 56        | 23         |
| 2016 | 441.600     | 550.000     | 80,3        | 40         | 29         | 11         | 11.040                    |         | 14        | 50        | 27         |
| 2019 | 452.300     | 563.285     | 80,3        | 45         | 36         | 9          | 10.051                    |         | 13        | 33        | 27         |
| 2021 | 443.904     | 562.418     | 78,9        | 40         | 30         | 10         | 11.097                    |         | 14        | 23        | 27         |